# やはり俺の青春ラブコメはまちがっている。 (アニメ)
『やはり俺の青春ラブコメはまちがっている。』（やはりおれのせいしゅんラブコメはまちがっている）は、渡航による同名のライトノベルを原作とした日本のアニメ作品。2012年7月にテレビアニメ化が発表され、第1期はは2013年4月から6月までTBSほかにて放送された。
第2期『やはり俺の青春ラブコメはまちがっている。続』は2014年10月に2015年4月から6月まで放送された。アニメ制作会社や一部スタッフが変更されている。
第3期『やはり俺の青春ラブコメはまちがっている。完』（やはりおれのせいしゅんラブコメはまちがっている かん）は2019年3月に制作決定が報じられた。メインスタッフやアニメ制作会社は第2期からの続投となるが、第1期・第2期を通してシリーズ構成・脚本を担当していた菅正太郎が2015年に死去したため、第2期で菅と共同で脚本を担当した大知慶一郎が第3期にて同役を引き継いでいる。当初はTBSテレビ『アニメリコ』枠ほかにて2020年4月より放送予定だったが、新型コロナウイルスの影響により同年7月から9月まで放送された。

## 登場人物
- 比企谷八幡（ひきがや はちまん） - 声：江口拓也
- 雪ノ下雪乃（ゆきのした ゆきの） - 声：早見沙織
- 由比ヶ浜結衣（ゆいがはま ゆい） - 声：東山奈央
- 一色いろは（いっしき いろは） - 声：佐倉綾音

## スタッフ
|                               | 第1期                                                       | 第2期                                                       | 第3期                                                       |
| ----------------------------- | ----------------------------------------------------------- | ----------------------------------------------------------- | ----------------------------------------------------------- |
| 原作                          | 渡航                                                        | 渡航                                                        | 渡航                                                        |
| キャラクター原案              | ぽんかん⑧                                                   | ぽんかん⑧                                                   | ぽんかん⑧                                                   |
| 監督                          | 吉村愛                                                      | 及川啓                                                      | 及川啓                                                      |
| 助監督                        | N/A                                                         | 池端隆史                                                    | 今井翔太                                                    |
| シリーズ構成                  | 菅正太郎                                                    | 菅正太郎                                                    | 大知慶一郎                                                  |
| キャラクターデザイン          | 進藤優                                                      | 田中雄一                                                    | 田中雄一                                                    |
| プロップデザイン              | 樋口聡美                                                    | 山崎正和                                                    | N/A                                                         |
| 美術監督                      | 池田繁美                                                    | 峯田佳実                                                    | 池田繁美、丸山由紀子                                        |
| 美術設定                      | 池田繁美                                                    | N/A                                                         | 池田繁美、友野加世子 乗末美帆                               |
| 美術設定                      | 大久保修一                                                  |                                                             |                                                             |
| 色彩設計                      | 辻田邦夫                                                    | 岩井田洋                                                    | 岩井田洋                                                    |
| 撮影監督                      | 田村仁                                                      | 中村雄太                                                    | 中村雄太                                                    |
| 編集                          | 関一彦                                                      | 平木大輔                                                    | 平木大輔                                                    |
| 音響監督                      | 本山哲                                                      | 本山哲                                                      | 本山哲                                                      |
| 音楽                          | 石濱翔                                                      | 石濱翔                                                      | 石濱翔                                                      |
| 音楽                          | MONACA                                                      | 高橋邦幸                                                    | 高橋邦幸                                                    |
| 音楽プロデューサー            | 西村潤                                                      | 西村潤                                                      | 川口真司、藤平直孝                                          |
| プロデューサー                | 田中潤一朗                                                  | 田中潤一朗                                                  | 田中潤一朗                                                  |
| プロデューサー                | 丸山創、服部健太郎 金庭こず恵                               | 髙橋和彰                                                    | 髙橋和彰                                                    |
| プロデューサー                | 丸山創、服部健太郎 金庭こず恵                               | 小浜匠、林洋平                                              | 加藤正純、長谷川嘉範                                        |
| アニメーション プロデューサー | 平野強                                                      | 吉田啓祐                                                    | 瀧ヶ崎誠                                                    |
| アニメーション制作            | ブレインズ・ベース                                          | feel.                                                       | feel.                                                       |
| 製作協力                      | マーベラス、NBCユニバーサル・エンターテイメント、ムービック | マーベラス、NBCユニバーサル・エンターテイメント、ムービック | マーベラス、NBCユニバーサル・エンターテイメント、ムービック |
| 製作                          | やはりこの製作委員会は まちがっている。                     | やはりこの製作委員会は まちがっている。続                   | やはりこの製作委員会は まちがっている。完                   |
| 製作                          | TBS                                                         |                                                             |                                                             |

## 制作
監督の吉村愛はテレビアニメ制作ではどうしても決められた尺の中で原作小説の内容を映像化しなければならず、その中で削ったり変えなければならない内容も出てくるが、その中でも「テンション」「テンポ」「キャラクターの描き方」などはなるべく原作小説に近い形で映像化することを最も重視したと話している。一方で、吉村は「八幡のひねくれ感」が作品の肝であるとしており、原作小説における八幡の考えや性格を映像化する際に、それらは内面的な部分であることから視聴者にとって分かりづらいものになることを懸念した。そこで映像化しても視聴者に「ひねくれ感」や「面倒くさい感」をしっかり見せられるようにすることを意識したと話している
原作者の渡航は吉村に対して「いわゆるライトノベルのような感じにしないでほしい」とリクエストした。渡と吉村は何度か打ち合わせを重ねていく中で原作小説の持つ「ドラマ的な部分」を軸とした方が他作品とすみ分けも出来る上に原作小説の魅力も伝えることができるということで方向性を固めていった。

## 主題歌

### オープニングテーマ
作詞・歌はやなぎなぎ、作曲・編曲は北川勝利が担当。
「ユキトキ」
第1期オープニングテーマ。第3期第12話のエンディングテーマ。ストリングス編曲は長谷泰宏。
「春擬き」
第2期オープニングテーマ。
「芽ぐみの雨」
第3期オープニングテーマ。

### エンディングテーマ・挿入歌
歌は雪ノ下雪乃（早見沙織）と由比ヶ浜結衣（東山奈央）、作曲は黒須克彦が担当。
「Hello Alone」
第1期エンディングテーマ。作詞は藤林聖子。東タカゴーの編曲による通常バージョン、安瀬聖の編曲による結衣ソロバージョン「Hello Alone -Yui Ballade-」、黒須の編曲による「Hello Alone -Band arrange-」がある。
「エブリデイワールド」
第2期エンディングテーマ。作詞は藤林聖子。黒須の編曲による通常バージョンと安瀬聖の編曲による各ソロバージョン「エブリデイワールド -Ballade Arrange-」がある。
「ダイヤモンドの純度」
第3期エンディングテーマ。作詞は藤林聖子。編曲は黒須克彦。通常バージョンと各ソロバージョンがある。
「Bitter Bitter Sweet」
第1期第11話・第12話、第2期第1話、第3期第1話の挿入歌。作詞はrino、編曲は黒須。

## 評価
BD・DVD各期第1巻（初回限定版）の初週推定売上は以下の通り。
|       | BD     | DVD   |
| ----- | ------ | ----- |
| 第1期 | 6,875  | 1,613 |
| 第2期 | 10,016 | 1,462 |
| 第3期 | 9,194  | 1,500 |

「ニュータイプアニメアワード2014-2015」での結果は以下の通り。
| 部門                   | 対象                                       | 結果 | 出典   |
| ---------------------- | ------------------------------------------ | ---- | ------ |
| 作品賞（TV部門）       | やはり俺の青春ラブコメはまちがっている。続 | 2位  | [ 19 ] |
| 男性キャラクター賞     | 比企谷八幡                                 | 1位  | [ 19 ] |
| 女性キャラクター賞     | 雪ノ下雪乃                                 | 1位  | [ 19 ] |
| スコットキャラクター賞 | パンさん                                   | 6位  | [ 19 ] |
| 主題歌賞               | 「春擬き」                                 | 2位  | [ 19 ] |
| サウンド（劇伴）賞     | やはり俺の青春ラブコメはまちがっている。続 | 7位  | [ 19 ] |
| 監督賞                 | 及川啓                                     | 2位  | [ 19 ] |
| 脚本賞                 | 菅正太郎                                   | 2位  | [ 19 ] |
| キャラクターデザイン賞 | 田中雄一                                   | 2位  | [ 19 ] |

アメリカのアニメ評価サイト「Anime Trending」が主催した「Anime Trending Awards」での結果は以下の通り。
| 賞                          | 部門                                    | 対象                                       | 結果 | 出典   |
| --------------------------- | --------------------------------------- | ------------------------------------------ | ---- | ------ |
| 第2回 Anime Trending Awards | ANIME OF THE YEAR                       | やはり俺の青春ラブコメはまちがっている。続 | 1位  | [ 20 ] |
| 第2回 Anime Trending Awards | BEST IN CHARACTER DESIGN                | やはり俺の青春ラブコメはまちがっている。続 | 2位  | [ 20 ] |
| 第2回 Anime Trending Awards | BEST IN SCENERIES AND VISUALS           |                                            | 2位  | [ 20 ] |
| 第2回 Anime Trending Awards | MAN OF THE YEAR                         | 比企谷八幡                                 | 2位  | [ 20 ] |
| 第2回 Anime Trending Awards | DRAMA ANIME OF THE YEAR                 |                                            | 3位  | [ 20 ] |
| 第2回 Anime Trending Awards | SEQUEL OR NEW SEASON ANIME OF THE YEAR  |                                            | 1位  | [ 20 ] |
| 第7回 Anime Trending Awards | MAN OF THE YEAR                         | 比企谷八幡                                 | 3位  | [ 21 ] |
| 第7回 Anime Trending Awards | SUPPORTING BOY OF THE YEAR              | 戸塚彩加                                   | 2位  | [ 21 ] |
| 第7回 Anime Trending Awards | SUPPORTING GIRL OF THE YEAR             | 平塚静                                     | 2位  | [ 21 ] |
| 第7回 Anime Trending Awards | COUPLE SHIP OF THE YEAR                 | 比企谷八幡×雪ノ下雪乃                      | 2位  | [ 21 ] |
| 第7回 Anime Trending Awards | BEST IN VOICE CAST                      | やはり俺の青春ラブコメはまちがっている。完 | 1位  | [ 21 ] |
| 第7回 Anime Trending Awards | DRAMA ANIME OF THE YEAR                 | やはり俺の青春ラブコメはまちがっている。完 | 2位  | [ 21 ] |
| 第7回 Anime Trending Awards | ROMANCE ANIME OF THE YEAR               | やはり俺の青春ラブコメはまちがっている。完 | 1位  | [ 21 ] |
| 第7回 Anime Trending Awards | BEST VOICE ACTING PERFORMANCE BY A MALE | 江口拓也（比企谷八幡役）                   | 3位  | [ 21 ] |

## 各話リスト

### 第1期
| 第1話  | こうして彼らのまちがった青春が始まる。                                 | 待田堂子     | 吉村愛           | 吉村愛     | 進藤優、中野圭哉 坂本ひろみ                                                                  | 進藤優、中野圭哉 |
| 第2話  | きっと、誰しも等し並みに悩みを抱えている。                             | 待田堂子     | 吉村愛           | 有冨興二   | 徳田夢之介                                                                                   | 進藤優、中野圭哉 |
| 第3話  | たまにラブコメの神様はいいことをする。                                 | 待田堂子     | 今掛勇           | 飯田薫久   | 谷川亮介、田村正文 中村深雪                                                                  | 進藤優、中野圭哉 |
| 第4話  | つまり、彼は友達が少ない。                                             | 菅正太郎     | 高橋秀弥         | 高橋秀弥   | 小倉寛之、坂本ひろみ 福世真奈美、栗田聡美                                                    | 進藤優、中野圭哉 |
| 第5話  | またしても、彼は元来た道へ引き返す。                                   | 待田堂子     | 黒柳トシマサ     | 野亦則行   | 齋藤雅和、小川浩司 吉田肇、片岡育                                                            | 進藤優、中野圭哉 |
| 第6話  | ようやく彼と彼女の始まりが終わる。                                     | 菅正太郎     | Royden B         | 黒川智之   | 渡辺亜彩美、堤谷典子                                                                         | 進藤優、中野圭哉 |
| 第7話  | ともあれ、夏休みなのに休めないのは何かおかしい。                       | 高山カツヒコ | 河村智之         | 河村智之   | 徳田夢之介、奥野浩行 藤澤俊幸                                                                | 進藤優、中野圭哉 |
| 第8話  | いずれ彼ら彼女らは真実を知る。                                         | 高山カツヒコ | 中野英明         | 中野英明   | 一ノ瀬結梨、栗田聡美 香田知樹、坂本ひろみ 志賀道憲、松下純子                                 | 進藤優、中野圭哉 |
| 第9話  | 三度、彼は元来た道へ引き返す。                                         | 菅正太郎     | 高橋秀弥         | 高橋秀弥   | 浅賀和行、進藤優 たむらかずひこ 田中織枝、徳田夢之介 柴田健児、中野圭哉                      | 進藤優、中野圭哉 |
| 第10話 | 依然として彼らの距離は変わらずに、祭りはもうすぐカーニバる。           | 菅正太郎     | 今掛勇           | 吉田りさこ | 本橋秀之                                                                                     | 進藤優、中野圭哉 |
| 第11話 | そして、それぞれの舞台の幕が上がり、祭りは最高にフェスティバっている。 | 高山カツヒコ | 工藤利春         | 石川俊介   | 福世真奈美、堤谷典子 高橋敦子、浅賀和行 松下純子                                             | 進藤優、中野圭哉 |
| 第12話 | それでも彼と彼女と彼女の青春はまちがい続ける。                         | 菅正太郎     | 有冨興二、吉村愛 | 吉村愛     | 栗田聡美、高原修司 中野圭哉、進藤優 長谷川亨雄、千葉充 柴田健児、坂本ひろみ                  | 進藤優、中野圭哉 |
| 番外編 | だから、彼らの祭りは終わらない。                                       | 渡航         | 高橋秀弥         | 高橋秀弥   | 徳田夢之介、村田峻治 一ノ瀬結梨、栗田聡美 坂本ひろみ、志賀道憲 高原修司、福世真奈美 松下純子 | 進藤優、中野圭哉 |
| OVA    | こちらとしても彼ら彼女らの行く末に幸多からんことを願わざるを得ない。   | 渡航         | Royden B         | 小野田雄亮 | 一ノ瀬結梨、坂本ひろみ 徳田夢之介、中野圭哉 福世真奈美、松下純子                             | 進藤優、中野圭哉 |

### 第2期
| 第1話  | 何故、彼らが奉仕部に来たのか誰も知らない。                 | 菅正太郎   | 及川啓     | 松下周平                  | 山本善哉、高原修司 山崎正和                                                      | 田中雄一、枡田邦彰                                              |
| 第2話  | 彼と彼女の告白は誰にも届かない。                           | 菅正太郎   | 及川啓     | 嵯峨敏                    | 辻上彩華、山本篤史                                                               | 貞方希久子、藤崎賢二                                            |
| 第3話  | 静かに、雪ノ下雪乃は決意する。                             | 大知慶一郎 | 池端隆史   | 直谷たかし                | 近藤優次、松本朋之 三船智帆                                                      | 藤崎賢二                                                        |
| 第4話  | そして、由比ヶ浜結衣は宣言する。                           | 大知慶一郎 | RoydenB    | 橋口洋介                  | 立田眞一、川島尚 袴田裕二                                                        | 桝田邦彰、佐藤元昭 山崎正和、貞方希久子 藤崎賢二                |
| 第5話  | その部屋には、紅茶の香りはもうしない。                     | 大知慶一郎 | 村田峻治   | 柳瀬雄之                  | 柴田志朗、服部憲知 藤田正幸                                                      | 藤崎賢二、桝田邦彰                                              |
| 第6話  | つつがなく、会議は踊り、されど進まず。                     | 菅正太郎   | 及川啓     | 松本マサユキ              | 山本篤史、高原修司 重本和佳子                                                    | 野口孝行、佐藤元昭 山崎正和、桝田邦彰 藤崎賢二                  |
| 第7話  | されど、その部屋は終わらぬ日常を演じ続ける。               | 菅正太郎   | 川口敬一郎 | 直谷たかし                | 近藤優次、松本朋之 三船智帆                                                      | 藤崎賢二、桝田邦彰                                              |
| 第8話  | それでも、比企谷八幡は。                                   | 大知慶一郎 | RoydenB    | 岩崎光洋                  | 山本善哉、山本篤史 北村友幸                                                      | 藤崎賢二、桝田邦彰 佐藤元昭                                     |
| 第9話  | そして、雪ノ下雪乃は。                                     | 大知慶一郎 | 高橋知也   | 高橋知也                  | 川島尚、安田祥子 山崎正和                                                        | 藤崎賢二、桝田邦彰 佐藤元昭、山崎正和                           |
| 第10話 | それぞれの、掌の中の灯が照らすものは。                     | 菅正太郎   | 川口敬一郎 | 松下周平、平峯義大        | 服部憲知、藤田正幸 李周鉉、山内亜紀 森下智恵、室山祥子 平田賢一、Synod Animation | 田中雄一、藤崎賢二 佐藤元昭、山崎正和 桝田邦彰                  |
| 第11話 | いつでも、葉山隼人は期待に応えている。                     | 大知慶一郎 | 岩崎光洋   | 岩崎光洋                  | 山本篤史、高原修司 袴田裕二、山本彩                                              | 藤崎賢二、桝田邦彰 佐藤元昭、山崎正和 柳伸亮、野口孝行 田中雄一 |
| 第12話 | 未だ、彼の求める答えには手が届かず、本物はまちがい続ける。 | 大知慶一郎 | RoydenB    | 直谷たかし                | 近藤優次、松本朋之 三船智帆                                                      | 藤崎賢二、桝田邦彰 佐藤元昭、直谷たかし 田中雄一                |
| 第13話 | 春は、降り積もる雪の下にて結われ、芽吹き始める。           | 大知慶一郎 | 平川哲生   | 池端隆史、小林公二 及川啓 | 山本善哉、川島尚 北村友幸、安田祥子 山本篤史、山崎正和 山本彩、辻上彩華          | 藤崎賢二、桝田邦彰 佐藤元昭、直谷たかし 田中雄一                |
| OVA    | きっと、女の子はお砂糖とスパイスと素敵な何かでできている。 | 大知慶一郎 | 岩崎光洋   | 岩崎光洋                  | 辻上彩華、高原修司                                                               | 桝田邦彰                                                        |

### 第3期
| 第1話  | やがて、季節は移ろい、雪は解けゆく。               | 大知慶一郎 | 及川啓           | 及川啓                      | 清水慶太                                                                                             | -                                                          |
| 第2話  | 今日まで、その鍵には一度も触れたことがない。       | 大知慶一郎 | 清水聡           | 山中祥平                    | アルベルト・キエ 平田賢一、安本学                                                                    | 清水慶太、枡田邦彰 高原修司、谷川亮介 瀬川真矢、吉井弘幸   |
| 第3話  | やはり、一色いろはは最強の後輩である。             | 大知慶一郎 | 清水聡           | 鈴木龍太郎                  | 立田眞一、北村友幸 清水直樹、細田沙織                                                                | 清水慶太、枡田邦彰 高原修司                                |
| 第4話  | ふと、由比ヶ浜結衣は未来に思いを馳せる。           | 大知慶一郎 | 今井翔太         | 今井翔太                    | 古山瑛一朗、五十子忍 川島尚、劉云留                                                                  | 枡田邦彰                                                   |
| 第5話  | しみじみと、平塚静はいつかの昔を懐かしむ。         | 大知慶一郎 | 清水聡           | 戸澤俊太郎                  | アルベルト・キエ 平田賢一、安本学 岡本健一郎                                                         | 清水慶太、枡田邦彰 高原修司、谷川亮介 穂積彩夏、柳川沙樹   |
| 第6話  | あらためて、比企谷八幡はかたりかける。             | 大知慶一郎 | 今井翔太         | 平井義道、山田弘和 今井翔太 | 飯塚葉子、江口麻里 佐藤桂、堀光明 山本真嗣、BSP、LARC 金井裕子、辻上彩華 穂積彩夏、五十子忍 清水直樹 | 吉井弘幸、高原修司 谷川亮介、古山瑛一朗 柳川沙樹           |
| 第7話  | 最後まで、由比ヶ浜結衣は見守り続ける。             | 大知慶一郎 | 及川啓、今井翔太 | 山中祥平                    | 五十子忍、北村友幸 清水直樹、立田眞一 林信秀                                                         | 清水慶太、枡田邦彰                                         |
| 第8話  | せめて、もうまちがえたくないと願いながら。         | 大知慶一郎 | 池端隆史         | 鈴木龍太郎                  | 五十子忍、川島尚 立田眞一、林信秀 細田沙織、劉云留                                                   | 清水慶太、柳川沙樹 穂積彩夏                                |
| 第9話  | きっと、その香りをかぐたびに、思い出す季節がある。 | 大知慶一郎 | 田中大貴         | 佃泰佑                      | 桐谷美咲、坂本俊太                                                                                   | 清水慶太、枡田邦彰                                         |
| 第10話 | 颯爽と、平塚静は前を歩く。                         | 大知慶一郎 | 大原実           | 佐々木達也                  | 北村友幸、清水直樹 谷川亮介、林信秀 劉云留                                                           | 枡田邦彰、高原修司                                         |
| 第11話 | 想いは、触れた熱だけが確かに伝えている。           | 大知慶一郎 | 鈴木龍太郎       | 鈴木龍太郎                  | 五十子忍、川島尚 立田眞一、林信秀 細田沙織                                                           | 清水慶太、枡田邦彰 高原修司、古山瑛一朗 柳川沙樹、穂積彩夏 |
| 第12話 | やはり俺の青春ラブコメはまちがっている。           | 大知慶一郎 | 森本育郎         | 佐々木達也                  | 北村友幸、清水直樹 谷川亮介、柳川沙樹 劉云留                                                         | 清水慶太、枡田邦彰 高原修司、穂積彩夏                      |
| OVA    | だから、思春期は終わらずに、青春は続いていく。     | 渡航       | 大原実           | 今井翔太                    | 清水直樹、袴田裕二 丸岡功治、森悦史 山本知広                                                         | 清水慶太、枡田邦彰 高原修司、柳川沙樹 穂積彩夏             |

## 放送・配信
| 放送期間               | 放送時間                     | 放送局    | 対象地域   | 備考   |
| ---------------------- | ---------------------------- | --------- | ---------- | ------ |
| 2013年4月5日 - 6月28日 | 金曜 1:28 - 1:58（木曜深夜） | TBSテレビ | 関東広域圏 | 製作局 |
| 2013年4月9日 - 7月2日  | 火曜 2:25 - 2:55（月曜深夜） | 毎日放送  | 近畿広域圏 |        |
| 2013年4月12日 - 7月5日 | 金曜 2:38 - 3:08（木曜深夜） | CBCテレビ | 中京広域圏 |        |
| 2013年4月14日 - 7月7日 | 日曜 1:00 - 1:30（土曜深夜） | BS-TBS    | 日本全域   | BS放送 |

| 配信開始日    | 配信時間                     | 配信サイト         |
| ------------- | ---------------------------- | ------------------ |
| 2013年4月15日 | 月曜 0:00 - 0:30（日曜深夜） | ニコニコ生放送     |
|               | 月曜 0:30（日曜深夜） 更新   | ニコニコチャンネル |
| 2013年4月23日 | 火曜 0:00（月曜深夜） 更新   | TBSオンデマンド    |
| 2013年4月29日 | 月曜更新                     | バンダイチャンネル |

| 放送期間                | 放送時間                     | 放送局             | 対象地域   | 備考                        |
| ----------------------- | ---------------------------- | ------------------ | ---------- | --------------------------- |
| 2015年4月3日 - 6月26日  | 金曜 1:46 - 2:16（木曜深夜） | TBSテレビ          | 関東広域圏 | 製作局                      |
|                         | 金曜 2:47 - 3:17（木曜深夜） | CBCテレビ          | 中京広域圏 |                             |
| 2015年4月5日 - 7月5日   | 日曜 1:53 - 2:23（土曜深夜） | チューリップテレビ | 富山県     |                             |
| 2015年4月8日 - 7月1日   | 水曜 3:30 - 4:00（火曜深夜） | 毎日放送           | 近畿広域圏 | 『アニメ特区』第3部         |
| 2015年4月12日 - 7月5日  | 日曜 1:00 - 1:30（土曜深夜） | BS-TBS             | 日本全域   | BS放送                      |
| 2015年4月20日 - 7月13日 | 月曜 1:00 - 1:30（日曜深夜） | TBSチャンネル1     | 日本全域   | CS放送 / リピート放送あり / |

| 配信開始日    | 配信時間                                             | 配信サイト         | 備考 |
| ------------- | ---------------------------------------------------- | ------------------ | ---- |
| 2015年4月17日 | 金曜 12:00 更新                                      | バンダイチャンネル |      |
|               |                                                      | GYAO!              | 有料 |
| 2015年4月20日 | 月曜 20:00 更新（第1話）金曜 12:00 更新（第2話以降） | ニコニコチャンネル |      |

| 放送期間                | 放送時間                     | 放送局         | 対象地域   | 備考                                           |
| ----------------------- | ---------------------------- | -------------- | ---------- | ---------------------------------------------- |
| 2020年7月10日 - 9月25日 | 金曜 1:58 - 2:28（木曜深夜） | TBSテレビ      | 関東広域圏 | 製作局 / 『アニメリコ』第2部                   |
|                         | 金曜 2:30 - 3:00（木曜深夜） | 毎日放送       | 近畿広域圏 |                                                |
| 2020年7月12日 - 9月27日 | 日曜 2:00 - 2:30（土曜深夜） | BS-TBS         | 日本全域   | BS放送 / 『アニメリコ』枠                      |
| 2020年7月16日 - 10月1日 | 木曜 2:35 - 3:05（水曜深夜） | CBCテレビ      | 中京広域圏 |                                                |
| 2020年7月20日 - 10月5日 | 月曜 1:30 - 2:00（日曜深夜） | TBSチャンネル1 | 日本全域   | CS放送 / 『アニメリコ』枠 / リピート放送あり / |
| 2020年7月22日 - 10月7日 | 水曜 2:24 - 2:54（火曜深夜） | 静岡放送       | 静岡県     | 『アニメ6区』枠                                |

| 配信開始日    | 配信時間                     | 配信サイト |
| ------------- | ---------------------------- | --- |
| 2020年7月10日 | 金曜 1:43（木曜深夜）頃 更新 | Amazon Prime Video |
| 2020年7月24日 | 金曜 12:00以降順次更新       | Amazon Prime Video（レンタル・購入） DMM.com FOD GYAO!ストア J:COMオンデマンド music.jp Rakuten TV U-NEXT ニコニコ動画 バンダイチャンネル ひかりTV ビデオパス （現TERASA） ビデオマーケット みるプラス ミレール ムービーフルPlus |

## 関連商品

### BD / DVD
| 巻数 | 発売日         | 収録話          | 規格品番  | 規格品番  | 規格品番  | 規格品番  |
| 巻数 | 発売日         | 収録話          | BD初回版  | BD通常版  | DVD初回版 | DVD通常版 |
| ---- | -------------- | --------------- | --------- | --------- | --------- | --------- |
| 1    | 2013年6月26日  | 第1話           | GNXA-7261 | GNXA-7271 | GNBA-8021 | GNBA-8031 |
| 2    | 2013年7月24日  | 第2話 - 第3話   | GNXA-7262 | GNXA-7272 | GNBA-8022 | GNBA-8032 |
| 3    | 2013年8月28日  | 第4話 - 第5話   | GNXA-7263 | GNXA-7273 | GNBA-8023 | GNBA-8033 |
| 4    | 2013年9月25日  | 第6話 - 第7話   | GNXA-7264 | GNXA-7274 | GNBA-8024 | GNBA-8034 |
| 5    | 2013年10月23日 | 第8話 - 第9話   | GNXA-7265 | GNXA-7275 | GNBA-8025 | GNBA-8035 |
| 6    | 2013年11月27日 | 第10話 - 第11話 | GNXA-7266 | GNXA-7276 | GNBA-8026 | GNBA-8036 |
| 7    | 2013年12月25日 | 第12話 - 番外編 | GNXA-7267 | GNXA-7277 | GNBA-8027 | GNBA-8037 |
| BOX  | 2015年3月4日   | 全13話          | GNXA-7268 | -         | -         | -         |

| 1   | 2015年6月24日  | 第1話           | GNXA-7321 | GNBA-8081 |   |   |
| 2   | 2015年7月23日  | 第2話 - 第3話   | GNXA-7322 | GNBA-8082 |   |   |
| 3   | 2015年8月26日  | 第4話 - 第5話   | GNXA-7323 | GNBA-8083 |   |   |
| 4   | 2015年10月23日 | 第6話 - 第7話   | GNXA-7324 | GNBA-8084 |   |   |
| 5   | 2015年11月26日 | 第8話 - 第9話   | GNXA-7325 | GNBA-8085 |   |   |
| 6   | 2015年12月29日 | 第10話 - 第11話 | GNXA-7326 | GNBA-8086 |   |   |
| 7   | 2016年4月28日  | 第12話 - 第13話 | GNXA-7327 | GNBA-8087 |   |   |
| BOX | 2017年10月25日 | 全13話          | GNXA-7320 | -         | - | - |

| 巻数 | 発売日         | 収録話          | 規格品番  | 規格品番  |
| 巻数 | 発売日         | 収録話          | BD        | DVD       |
| ---- | -------------- | --------------- | --------- | --------- |
| 1    | 2020年9月25日  | 第1話 - 第2話   | GNXA-7431 | GNBA-8171 |
| 2    | 2020年10月28日 | 第3話 - 第4話   | GNXA-7432 | GNBA-8172 |
| 3    | 2020年11月27日 | 第5話 - 第6話   | GNXA-7433 | GNBA-8173 |
| 4    | 2021年1月15日  | 第7話 - 第8話   | GNXA-7434 | GNBA-8174 |
| 5    | 2021年3月8日   | 第9話 - 第10話  | GNXA-7435 | GNBA-8175 |
| 6    | 2021年3月26日  | 第11話 - 第12話 | GNXA-7436 | GNBA-8176 |
| BOX  | 2023年4月5日   | 全12話          | GNXA-7440 | -         |

- 第2期第4巻発売日延期に伴い、5巻以降の発売日が繰り越された。
- 第2期第6巻は本来12月23日発売の予定であったが制作上の都合により12月29日に延期された。
- 第2期第7巻は制作上の都合により2016年1月27日から4月28日に延期された。
- 第3期第4巻発売日延期に伴い、5巻以降の発売日が繰り越された。
- 第3期第5巻は本来2月26日発売の予定であったが諸般の事情により3月8日に延期された。
- 第1期BOX初回特典
  - 特典CD：webラジオ「総武高校奉仕部ラジオ。」新規録り下ろし収録（出演：江口拓也、早見沙織、東山奈央、小松未可子）
  - キャラクターソング：「Wrong as I expected」 歌：MCわたりん（CV渡航）with 堀井茶渡 aka.CHA-DQN
- 第2期BOX初回特典
  - 特典CD：「総武高校奉仕部ラジオ。完」新規録り下ろし収録（出演：江口拓也、早見沙織、東山奈央、ゲスト：渡航)
  - 「江口拓也のぼっちラジオ。完」新規録り下ろし収録（出演：江口拓也）
  - 「佐倉綾音のぼっちラジオ。」新規録り下ろし収録（出演：佐倉綾音）
- 第3期BOX初回特典
  - 特典CD：『江口拓也のぼっちラジオ。完2』新規録り下ろし収録（出演：江口拓也）
  - 『総武高校奉仕部ラジオ。完2』新規録り下ろし収録（出演：早見沙織、東山奈央）
  - 『佐倉綾音と悠木碧の小悪魔ラジオ。』新規録り下ろし収録（出演：佐倉綾音、悠木碧）

### CD
| 発売日         | タイトル                                                   | 規格品番  |
| -------------- | ---------------------------------------------------------- | --------- |
| 2013年5月22日  | Hello Alone                                                | GNCA-0283 |
| 2013年7月10日  | やはりこのキャラソンはまちがっている。                     | GNCA-1375 |
| 2015年6月3日   | エブリデイワールド                                         | GNCA-0387 |
| 2015年12月29日 | やはりこのキャラソンはまちがっている。続                   | GNCA-1430 |
| 2020年11月26日 | やはりこのキャラソンはまちがっている。-完-                 | GNCA-1571 |
| 2020年11月27日 | やはりこのキャラソンはまちがっている。集                   | GNCA-1572 |
| 2024年2月16日  | やはりこのキャラソンはまちがっている。～10th Anniversary～ | GNCA-1670 |

### 書籍
- 『やはりファンブックでも俺の青春ラブコメはまちがっている。』 一迅社、2013年11月発行、ISBN 978-4-7580-1343-7
- 『TVアニメ『やはり俺の青春ラブコメはまちがっている。』公式完全ガイド』 小学館、2020年11月27日発売[28]、ISBN 978-4-09-179339-3

## Webラジオ
『総武高校奉仕部ラジオ。』
アニメイトTVで2013年3月15日から同年7月26日までの第2・第4金曜日に配信された。
パーソナリティは早見沙織（雪ノ下雪乃 役）、東山奈央（由比ヶ浜結衣 役）、江口拓也（比企谷八幡 役、番組内番組「江口拓也のぼっちラジオ。」担当）。構成作家はゆーやん。
- プレ配信1回目（2013年3月15日）：早見沙織と東山奈央のみで進行
- プレ配信2回目（2013年3月29日）：江口拓也が「江口拓也のぼっちラジオ。」を進行
- 第1回配信（2013年4月12日）：前半は早見沙織と東山奈央、後半は江口拓也が進行
- 第2回配信（2013年4月26日）：ゲストは小松未可子（戸塚彩加 役）（奉仕部ラジオ）
- 第3回配信（2013年5月10日）：ゲストは中原麻衣（雪ノ下陽乃 役）（奉仕部ラジオ）
- 第4回配信（2013年5月24日）：ゲストはなし
- 第5回配信（2013年6月14日）：ゲストは檜山修之（材木座義輝 役）（ぼっちラジオ）
- 第6回配信（2013年6月28日）：ゲストはなし
- 第7回配信（2013年7月26日）：ゲストはなし

『総武高校奉仕部ラジオ。奇跡の復活特番』
アニメイトTVで2013年9月19日に配信された。
- 今回はゲーム「やはりゲームでも俺の青春ラブコメはまちがっている。」発売記念として今回のみの復活。
- 番組：「総武高校奉仕部ラジオ。」＆「江口拓也のぼっちラジオ。」
- 番組内で出演者にゲームを一部プレイする。また、以前のコーナーも一部復活。

『DJCD 総武高校奉仕部ラジオ。』
「〜sideA〜」と「〜sideB〜」が2013年8月30日に同時発売された。
| タイトル      | CD枚数 | 内容                                                                                  | 仕様                     | アニメイト規格品番 |
| ------------- | ------ | ------------------------------------------------------------------------------------- | ------------------------ | ------------------ |
| 「〜sideA〜」 | 2      | (1)配信済みのラジオドラマのオーディオCD (2)配信済みのラジオを1枚にまとめたmp3データCD | フルカラー4Pブックレット | HRBR-1             |
| 「〜sideB〜」 | 1      | 録り下ろし新録音源                                                                    | フルカラー4Pブックレット | HRBR-2             |
- アニメイト通販サイト：2巻同時予約特典：特典CD

『総武高校奉仕部ラジオ。続』
- アニメイトTVにて2015年3月20日よりプレ放送が配信。本放送は同年4月10日から7月31日まで隔週金曜日に配信された。

パーソナリティは、江口拓也（比企谷八幡 役）、早見沙織（雪ノ下雪乃 役）、東山奈央（由比ヶ浜結衣 役）。構成作家はゆーやん。
- プレ配信1回目（2015年3月20日）：ゲストはなし
- 第1回配信（2015年4月10日）：ゲストはなし
- 第2回配信（2015年4月24日）：ゲストはなし
- 第3回配信（2015年5月8日）：ゲストはなし
- 第4回配信（2015年5月22日）：ゲストは佐倉綾音（一色いろは 役）（奉仕部ラジオ）
- 第5回配信（2015年6月12日）：ゲストはなし
- 第6回配信（2015年6月26日）：ゲストはなし
- 第7回配信（2015年7月31日）：ゲストは渡航（原作者）（奉仕部ラジオ）